# Епидемичен конюнктивит
Епидемичният конюнктивит (ЕКК) е силно заразно вирусно възпалително заболяване на очната лигавица – конюнктивата. Много често тази болест се усложнява с възпаление и на роговицата на окото. Причинява се от аденовируси.
Протича с отделяне на воднист секрет от очите, който е силно заразен. Често се откриват увеличени преушни лимфни възли, болезнени при палпация. При една от формите на епидемичен конюнктивит се описва и зачервяване на гърлото, температура. При болка и намалена зрителна острота е необходим спешен преглед.

## Епидемиология
Причинители:
- ЕКК – аденовирусни щамове 8, 11 и 19;
- ФКТ – щамове 3, 4 и 7.

Вирусите са много устойчиви и се запазват с дни във външна среда. Първата документирана епидемия в България е от 1972 г., описана е цикличност на около 10 г. Заразяването става чрез директен контакт или индиректен въздушно-капков път – чрез докосване на клепачите и на окото с пръсти, както и от повърхности, замърсени със секрет от болни. Възможна е контаминация и при плуване във водни басейни. Инкубационният период е 10 – 14 дни.

## Клинична картина
Епидемичният кератоконюнктивит (ЕКК) представлява очна аденовирусна инфекция с два синдрома:

### ЕКК при възрастни
Засяга роговицата и конюнктивата:
- внезапно начало със зачервяване и оток на клепачите, без намаление на зрението;
- чувство за запрашено око;
- сълзотечение;
- увеличени предушни лимфни възли.

### Фарингоконюнктивална треска (ФКТ) при деца
Системни прояви, висока температура, трахеофарингит, ангина, по-слабо засягане на роговицата.

## Лечение
Лечението е с локална терапия и се осъществява от очен лекар. По-тежките форми на бактериален конюнктивит обикновено се третират с локално приложение на антибиотици под формата на капки или мехлеми. При дразнещ (иритативен) конюнктивит се препоръчва промиване на очите с чиста вода или физиологичен разтвор. В определени случаи може да се използват и локални кортикостероиди. 